# Фурдреноа
Фурдреноа (фр. Fourdrinoy) насеље је и општина у североисточној Француској у региону Пикардија, у департману Сома која припада префектури Амјен.
По подацима из 2011. године у општини је живело 352 становника, а густина насељености је износила 38,6 становника/km². Општина се простире на површини од 9,12 km². Налази се на средњој надморској висини од 106 метара (максималној 120 m, а минималној 42 m).

## Демографија
| 1962. | 1968. | 1975. | 1982. | 1990. | 1999. | 2011. |
| ----- | ----- | ----- | ----- | ----- | ----- | ----- |
| 257   | 268   | 276   | 340   | 334   | 326   | 352   |

График промене броја становника у току последњих година